# Yasna

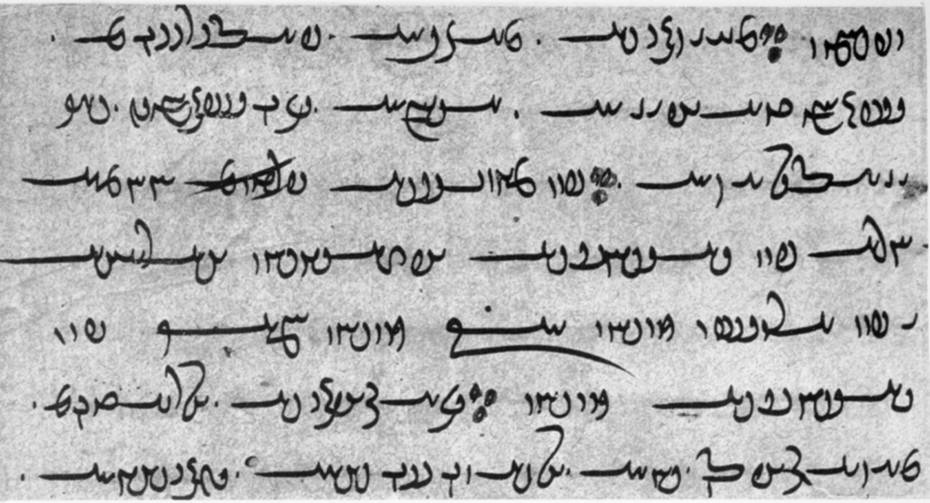
Yasna 28.1, Gatha Ahunavaiti (Biblioteca Bodleiana MS J2).

Yasna (in avestico significa "devozione" o "adorazione") è la principale collezione di testi liturgici dell'Avestā, e nello stesso tempo il principale atto di culto zoroastriano nel quale vengono recitati i suoi versetti. Lo Yasna o Izeshne, è essenzialmente il nome della cerimonia in cui si recita tutto il libro per estrarre le opportune azioni liturgiche. Nella sua forma normale, questa cerimonia può avvenire solo al mattino.
Un sacerdote ben addestrato è in grado di recitare l'intero Yasna in circa due ore Con le estensioni, ci vuole circa un'altra ora. I capitoli e versetti dello Yasna sono tradizionalmente abbreviati con Y.

## Servizio
Il servizio dello Yasna, vale a dire, la recitazione dei testi, si conclude con la Ab-Zohr, l'"offerta alle acque". La cerimonia dello Yasna può essere prorogato per la recita del Visperad e Videvdat.
Come il nome del servizio, il termine Yasna è linguisticamente (ma non funzionalmente) affine al  vedico Yajña. A differenza del vedico Yajna, lo Yasna zoroastriano ha "a che fare con l'acqua, invece che con il fuoco".

## La liturgia
I testi dello Yasna sono organizzati in 72 capitoli, anche noti come had o ha (dell'avestico, ha'iti, "taglio"). I 72 temi del Kusti zoroastriano, la cintura sacra intorno alla vita, rappresentano i 72 capitoli dello Yasna. La collezione comprende 17 capitoli dei Gāthā, i più antichi e più sacri testi del canone zoroastriano.
Alcune sezioni dello Yasna appaiono più di una volta. Ad esempio, lo Yasna 5 viene ripetuto nello Yasna 37, e lo Yasna 63 è costituito da passaggi dello Yasna 15.2, 66.2 e 38.3. La capacità di recitare a memoria lo Yasna è una delle condizioni necessarie per le esigenze del sacerdozio zoroastriano.

## Contenuto e organizzazione
Il testo è strutturato in 72 capitoli che sono recitati durante la cerimonia del sacrificio haoma e sono scritti in avestico recente, ad eccezione di 17 capitoli, che appartengono ai Gāthā e detti Yasna dei sette capitoli che sono in avestico antico o Gatico.
I Gāthā sono raggruppati in cinque canti:
- Yasna 28-34
- Yasna 43-46
- Yasna 47-50
- Yasna 51
- Yasna 53